# Plebicula chryseis
Plebicula chryseis är en fjärilsart som beskrevs av Turati och Ruggero Verity 1911. Plebicula chryseis ingår i släktet Plebicula och familjen juvelvingar. Inga underarter finns listade i Catalogue of Life.